# Sophia Hansson
Sophia Hansson (* 16. März 1985) ist eine schwedische Badmintonspielerin. 

## Karriere
Sophia Hansson gewann durch alle schwedische Nachwuchsaltersklassen zahlreiche nationale Titel. Bei den Erwachsenen erkämpfte sie sich 2003, 2007 und 2009 Bronze. International stand sie unter anderem  in Zypern, Finnland, Norwegen und der Slowakei auf dem Podest.

## Sportliche Erfolge
| Saison    | Veranstaltung                     | Disziplin   | Platz | Name                                                                |
| --------- | --------------------------------- | ----------- | ----- | ------------------------------------------------------------------- |
| 1997/1998 | Schweden: Einzelmeisterschaft U15 | Dameneinzel | 1     | Sofia Hansson (Vårvinden)                                           |
| 1998/1999 | Schweden: Einzelmeisterschaft U15 | Damendoppel | 1     | Sophia Hansson / Helene Nystedt (Vårvindens BMK / BK Aura)          |
| 1998/1999 | Schweden: Einzelmeisterschaft U15 | Mixed       | 1     | Magnus Sahlberg / Sophia Hansson (Kärra / Vårvinden)                |
| 1999/2000 | Schweden: Einzelmeisterschaft U15 | Damendoppel | 1     | Sophia Hansson / Helene Nystedt (Vårvindens BMK / BK Aura)          |
| 1999/2000 | Schweden: Einzelmeisterschaft U15 | Mixed       | 1     | Sebastian Holgersson / Sophia Hansson (Askim / Vårvinden)           |
| 2000/2001 | Schweden: Einzelmeisterschaft U17 | Mixed       | 1     | Magnus Sahlberg / Sophia Hansson (Kärra / Vårvinden)                |
| 2000/2001 | Schweden: Einzelmeisterschaft U17 | Damendoppel | 1     | Sophia Hansson / Helene Nystedt (Vårvinden / BK Aura)               |
| 2000/2001 | Schweden: Einzelmeisterschaft U17 | Dameneinzel | 1     | Sophia Hansson (Vårvinden)                                          |
| 2001/2002 | Schweden: Einzelmeisterschaft U17 | Dameneinzel | 1     | Sophia Hansson (Vårvinden)                                          |
| 2001/2002 | Schweden: Einzelmeisterschaft U17 | Mixed       | 1     | Sebastian Holgersson / Sophia Hansson (Vårvinden)                   |
| 2001/2002 | Schweden: Einzelmeisterschaft U17 | Damendoppel | 1     | Jessica Gustafsson / Sophia Hansson (Mörrum / Vårvinden)            |
| 2002/2003 | Schweden: Einzelmeisterschaft U19 | Damendoppel | 1     | Sophia Hansson / Jessica Gustafsson (Vårvindens BMK / Askim BC)     |
| 2002/2003 | Schweden: Einzelmeisterschaft U19 | Dameneinzel | 1     | Sophia Hansson (Vårvindens BMK)                                     |
| 2002/2003 | Schweden: Einzelmeisterschaft U19 | Mixed       | 1     | Emil Jonholm / Sophia Hansson (BMK Aura / Vårvindens BMK)           |
| 2002/2003 | Schweden: Einzelmeisterschaft     | Damendoppel | 3     | Sophia Hansson / Jessica Gustavsson                                 |
| 2004/2005 | Schweden: Einzelmeisterschaft U22 | Dameneinzel | 1     | Sophia Hansson (Västra Frölunda)                                    |
| 2005/2006 | Schweden: Einzelmeisterschaft U22 | Damendoppel | 1     | Sophia Hansson / Emelie Lennartsson (V Frölunda BMK / BK Carlkrona) |
| 2006/2007 | Schweden: Einzelmeisterschaft U22 | Damendoppel | 1     | Sophia Hansson / Emelie Lennartsson (BK Carlskrona)                 |
| 2006/2007 | Schweden: Einzelmeisterschaft     | Damendoppel | 3     | Sophia Hansson / Emelie Lennartsson (BK Carlskrona)                 |
| 2008/2009 | Schweden: Einzelmeisterschaft     | Dameneinzel | 3     | Sophia Hansson                                                      |

## Referenzen
- http://bwf.tournamentsoftware.com/profile/default.aspx?id=EB6D9758-05C5-4C29-80C1-754011AE2464

| Personendaten    | Personendaten                  |
| ---------------- | ------------------------------ |
| NAME             | Hansson, Sophia                |
| KURZBESCHREIBUNG | schwedische Badmintonspielerin |
| GEBURTSDATUM     | 16. März 1985                  |